# Bókay Ferenc
Bókay Ferenc (Budapest, 1906. január 2. – Nashville, Tennessee, 1979. november), névváltozatai: Bókai Ferenc, Bokay Ferencz, Bókay-Lukinich Ferenc, külföldön: Franz von Bokay, magyar színész.

## Élete
1923-ban végzett Rózsahegyi Kálmán színiiskolájában.  1925-től 1928-ig a pozsonyi színtársulatnál játszott. 1929-től 1931-ig az Új Színház tagja volt. 1930-ban az Andrássy úti Színházhoz szerződött. 1931-től 1933-ig a Vígszínházban és a Pesti Színházban szerepelt. 1934-ben a Operettszínházban lépett fel. 1935-ben a Royal Revüszínházban közreműködött. 1935-től 1938-ig Berlinben az UFA-nál dolgozott.
1939-től 1940-ig újra hazai közönség előtt játszott, majd a 40-es években végleg elhagyta az országot.
A Tennessee állambeli Nashville-ben hunyt el 1979 novemberében.

## Filmszerepek
- Szerelmi álmok (Pali, tisztiszolga) (1935) (Bokay Ferencz néven)
- Szent Péter esernyője (Berci, Panyóki Eszmeralda fia) (1935)
- Elnökkisasszony (1935) (Bókai Ferenc néven)
- A csúnya lány (szállodainas) (1935)
- 5 óra 40 (Igor, inas) (1939)
- Nem loptam én életemben (1939)
- Garszonlakás kiadó (Simek Ottó, ál-kliens az ügyvédi irodában/orvosi rendelőben) (1939)
- A nőnek mindig sikerül (rendezőasszisztens a filmgyárban) (1939)
- Férjet keresek (János, Lukács inasa) (1939)
- Mindenki mást szeret (Udvardy Ferenc Feri gróf) (1940)